# Ave Maria (Verdi)
L'Ave Maria è una composizione di carattere sacro per coro scritta da Giuseppe Verdi e facente parte della raccolta Quattro pezzi sacri, composta dal maestro bussetano verso gli ultimi anni della sua vita.
Il brano fu scritto nel 1889 per un coro a quattro voci miste a cappella, su testo in latino, revisionato da Arrigo Boito, e riveduta nel decennio successivo.
I Quattro pezzi sacri furono pubblicati assieme nel 1898. Benché composti separatamente e pur presentando organici differenti, sono spesso eseguiti come un ciclo unico di composizioni, dove l'Ave Maria viene eseguita per prima.

Scala enigmatica di do

La prima esecuzione dei pezzi sacri avvenne il 7 aprile 1898 a Parigi, dove vennero presentati come "Tre pezzi sacri", dal momento che l'Ave Maria non venne eseguita; il 26 maggio Arturo Toscanini diresse a Torino la prima esecuzione italiana e l'anno seguente, il 16 aprile 1899, li diresse nuovamente al Teatro alla Scala.
L'Ave Maria, per la sua origine, ha ben poche cose in comune con gli altri pezzi, eccezion fatta per il carattere sacro del testo. La composizione di questo lavoro viene prodotta da Verdi come puro esercizio di contrappunto, stimolato da un articolo pubblicato sulla Gazzetta musicale di Milano, che proponeva ai suoi lettori di comporre una propria armonizzazione di una scala enigmatica comparsa sullo stesso giornale. Verdi, incuriosito, accettò la sfida, inizialmente come puro esercizio di accordi sul basso obbligato; poi disse a Boito che da questo poteva trarre un brano con delle parole, come l'Ave Maria; il musicista scrisse il pezzo e Boito si occupò del testo.
L'ubicazione dell'autografo  dell'Ave Maria come di tutti gli spartiti originali dei Quattro pezzi sacri è a tutt'oggi sconosciuta.